# Предраг Глухаковић
Предраг Глухаковић (Бијела код Брчког, 1954) хрватски је политичар. Бивши је министар трговине и туризма Републике Српске.

## Биографија
Основну и средњу школу је завршио у Брчком, Вишу техничку школу у Суботици, а дипломирао је на Факултету за услужни бизнис у Новом Саду гдје је и магистрирао.
Радио је на комерцијално-инвестиционим Пословима у предузећима УНИС МИБО, СОКО ПИРОМЕТАЛ и ОДП ЖИТОПРОМЕТ.
Прије дужности министра трговине и туризма Републике Српске, обављао је менаџерске послове у Електродистрибуцији Дистрикта Брчко. Отац је двоје дјеце. По националности је Хрват.
На положају министра трговине и туризма Републике Српске је био до 29. децембра 2010. године.